# マウリヤ朝

マウリヤ朝
मौर्यसाम्राज्यम्

紀元前265年、アショーカの頃の版図

マウリヤ朝（マウリヤちょう、梵: मौर्यसाम्राज्यम् 、Maurya-sāmrājya、紀元前322年頃 - 紀元前185年頃）は、古代インドで栄えたマガダ国に興った王朝である。紀元前317年頃、チャンドラグプタによって建国された。第3代のアショーカの時に全盛期を迎え、南端部分を除くインド亜大陸全域を統一した。しかしアショーカの死後国家は分裂し、紀元前2世紀初頭、シュンガ朝の勃興により滅亡した。

## 歴史

### 成立
いわゆる十六大国の中でも最も有力であったマガダ国ではナンダ朝が支配を確立していた。しかしナンダ朝はシュードラ（カーストの中で最下位）出身であったことからバラモン教の知識人たちによって忌避されていた。こうした状況下にあって、マガダ国出身のチャンドラグプタがナンダ朝に反旗を翻して挙兵した。これに対しナンダ朝は将軍バドラシャーラ（Bhadraśāla）を鎮圧に当たらせたが、チャンドラグプタはこれに完勝し、紀元前317年頃に首都パータリプトラを占領してナンダ朝のダナナンダを殺し（ナンダ朝の滅亡）、新王朝を成立させた。これがマウリヤ朝である。
こうしてガンジス川流域の支配を確立したチャンドラグプタはインダス川方面の制圧に乗り出した。インダス川流域はマウリヤ朝の成立より前にマケドニアのアレクサンドロス大王によって制圧されていたが、アレクサンドロスが紀元前323年に死去すると彼の任命した総督（サトラップ）達の支配するところとなっていた。

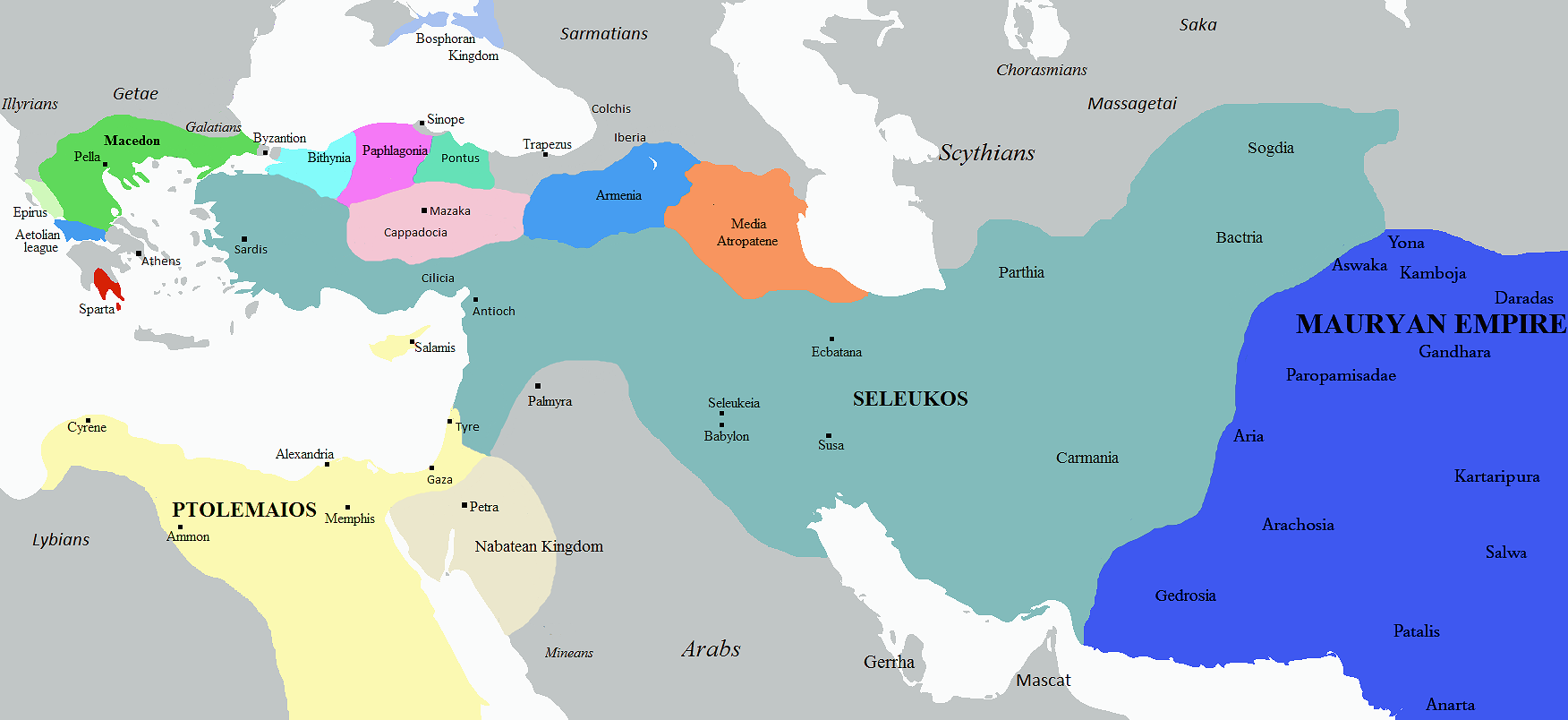
各国勢力図（紀元前281年）

ディアドコイ戦争中の紀元前305年、アレクサンドロスの東方領土制圧を目指したセレウコス1世がインダス川流域にまで勢力を伸ばした。チャンドラグプタはその兵力を持ってセレウコス1世を圧倒して彼の侵入を排し（セレウコス・マウリヤ戦争）、セレウコス朝に4州の支配権を認めさせてインダス川流域からバクトリア南部にいたる地域に勢力を拡大した。これが直接的な戦闘の結果であるのかセレウコス1世が戦わずしてマウリヤ朝の領域を認めたのかについては諸説あり判然としない。
紀元前293年頃チャンドラグプタが死ぬと、彼の息子ビンドゥサーラが後継となり更なる拡大を志向した。ビンドゥサーラの治世は記録が乏しい。彼はデカン高原方面へ勢力を拡大したとする記録があるが、実際には既に制圧済みだった領内各地で発生した反乱を鎮圧する一環だったとする説もある。ビンドゥサーラの息子に史上名高いアショーカがいた。ビンドゥサーラはアショーカと不和であり、タクシラーで発生した反乱に際してアショーカに軍を与えずに鎮圧に向かわせたが、アショーカは現地の人心掌握に成功して反乱を収めたという伝説がある。

### アショーカ
紀元前268年頃ビンドゥサーラが病死すると、アショーカは急遽派遣先から首都パータリプトラに帰還し、長兄（スシーマ？）を初めとする兄弟を全て（仏典によれば99人）殺害して後継者となったと伝えられる。しかしこれは王位継承の争いが後世著しく誇張されたものであるらしく、実際にはアショーカの治世で各地の都市に彼の兄弟が駐留していたことが分かっている。とはいえ、彼の即位が穏便に行かなかった事は、彼が戴冠式を行ったのが即位の4年後であったことや、大臣達の軽蔑を受け忠誠を拒否するものが続出したという伝説などからも窺われる。アショーカは国内での反乱の鎮圧や粛清を繰り返しながら統治体制を固め、紀元前259年頃、南方のカリンガ国への遠征を行った。カリンガ国はかつてマガダ国の従属国であったが、マウリヤ朝の時代には独立勢力となっていた。
ギリシア人メガステネスの記録によればカリンガ国は歩兵6万・騎兵1千・戦象7百を擁する一大勢力であったとあり、マウリヤ朝の中央インド統治にとって最大の障害であった。激戦の末カリンガを征服したが、このカリンガ戦争で多数の人命が失われた（当時の記録によれば多数の徳のあるバラモンが死に、捕虜15万人のうち10万人の人が死に、その数倍もの人々も死んだとある。）。カリンガ国の征服によってマウリヤ朝は南端部を除く全インドと現在のアフガニスタンを含む巨大帝国となったが、アショーカはカリンガ戦争のあまりに凄惨な被害を目にして自らの行いを悔い、それまで信者ではあっても熱心ではなかった仏教を深く信奉するようになり、ダルマ（法）による統治を目指すようになったという。
誇張はあるであろうが、アショーカが仏教を深く信仰したことは数多くの証拠から明らかであり、実際カリンガ戦争以後拡張政策は終焉を迎えた。仏教に基づいた政策を実施しようとした彼はブッダガヤの菩提樹を参拝すると共に、自分の目指したダルマに基づく統治が実際に行われているかどうかを確認するために領内各地を巡幸して回った。アショーカの事跡は後世の仏教徒に重要視され多くの仏典に記録されている。

### 衰退期

マガダ国およびマウリヤ朝による勢力範囲の変遷

アショーカは晩年、地位を追われ幽閉されたという伝説があるが記録が乏しくその最後はよくわかっていない。チベットの伝説によればタクシラで没した。アショーカには数多くの王子がいた。彼らは総督や将軍として各地に派遣されていたがその多くは名前もはっきりとしない。そして王位継承の争いがあったことが知られているが、その経緯についても知られていない。いくつかの伝説や仏典などの記録があるが、アショーカ以後の王名はそれらの諸記録で一致せず、その代数も一致しないことから王朝が分裂していたことが想定されている。
いくつかのプラーナ文献によればアショーカの次の王は王子クナーラであったが、彼はアショーカの妃の1人ティシャヤラクシターの計略によって目をえぐられたという伝説がある。クナーラ以後の王統をどのように再構築するかは研究者間でも相違があって容易に結論が出ない問題である。しかし分裂・縮小を続けたマウリヤ朝はやがて北西インドで勢力を拡張するヤヴァナ（インド・ギリシア人）の圧力を受けるようになった。『ガールギー・サンヒター』という天文書には、予言の形でギリシア人の脅威を記録している。
マウリヤ朝最後の王は仏典によれば沸沙蜜多羅（プシャミトラ）、プラーナ聖典によればブリハドラタであった。これはブリハドラタとする説が正しいことがわかっている。プシャミトラはブリハドラタに仕えるマウリヤ朝の将軍であり、北西から侵入していたギリシア人との戦いで頭角を現していった。そして遂にはブリハドラタを殺害してパータリプトラにシュンガ朝を建て、マウリヤ朝は滅亡した。その時期は紀元前180年頃であったと考えられている。

## 王朝名の由来
マウリヤ朝という王朝名の由来は正確には分かっていない。幾つかの伝説やそれに基づく学説が存在するが現在の所結論は出ていない。
- チャンドラグプタがパトナ地方のモレ（More）又はモル（Mor）の出身であったことから。
- 孔雀を意味する語（マユーラ〈梵: Mayūra〉、モーラ〈巴: Mora〉）から。
- チャンドラグプタの母の名、ムラーから。

この他にも様々な説があるが、いずれも問題が多い。出身地名に基づくという説についてはチャンドラグプタの出身地を証明する証拠が何も存在しない。別の伝説ではチャンドラグプタの出身地はヒマラヤの丘陵地帯であるとするものもある。孔雀を意味するという説は後世様々な仏典で採用され、中国語名の孔雀王朝もこれに由来するがマウリヤ朝が孔雀に何らかの特別な意味を持たせていた証拠はない。単に音声の類似によった俗説である可能性が高い。そして、母名についてもチャンドラグプタの母名が本当にムラーであったかどうか確認する手立てがないのである。

## 遺構

アショーカ王の獅子の柱頭

マウリヤ朝の歴代王達は主にパータリプトラに宮殿を構えた。チャンドラグプタを始め、彼らが建設した宮殿については記録が乏しく遺構も殆ど残されていない。アショーカ以前、パータリプトラの建造物は主要な宮殿や城壁も含めてほぼ木造であり、現在その面影を偲ばせるものは無い。その他の主要都市についても大同小異であり、農村部については現在の所まとまった研究成果も少ない。
チャンドラグプタの宮殿についてはギリシア人メガステネスによる記録が残存しているが、実際の姿がよく知られているとは言えない。ただし、アショーカの宮殿はマウリヤ朝の宮殿の中では少ないながらも記録が残されており、その遺跡も発見されている。彼の宮殿の遺跡はパータリプトラの南方、現在のクムラーハル村に存在した。宮殿はレンガ作りであり、ペルシア建築の影響を受けたと考えられる石柱が並んでいた。
宮殿に限らずマウリヤ朝時代の建造物として残るものはその多くがアショーカゆかりのものである。アショーカが各地に建てた仏塔、石柱や、カリンガ国征服の際に法勅を刻んだ摩崖、及びそれと同種の物がインド・パキスタンの各地で発見されており、これによってアショーカ時代のマウリヤ朝の征服範囲が推定されている。アショーカが数多くの遺構を残していることは彼の時代のマウリヤ朝の国力を証明するものである。
こういった事情のため、マウリヤ朝の歴史や国制の研究はアショーカ時代についての部分が多くを占める。

## 国制

### 宮廷
君主制国家の常として宮廷が政治に占める割合は大きかった。内部組織などはなお不明点が多いが、残されたいくつかの記録から当時の宮廷生活の一部を復元することが可能である。

#### 生活
マウリヤ朝のラージャは、初代チャンドラグプタの側近であったカウティリヤの思想の影響を強く受けたといわれている。彼は『実利論』として知られる著作を残しており、ルネサンス期の思想家マキャヴェリとよく比較される。
この実利論の文章はあくまで机上のものであり、また後世変更が加えられている可能性もあるが、当時のあるべき王の姿の一端を見せるものである。
ギリシア人メガステネスの記録によれば、王は諸々の陰謀に備えるために昼間に眠るような事はなく、暗殺を恐れて寝台を常に移動させていたという。裁判のために外出した時には一日それを妨げることを許さず、時に按摩をされながら訴訟を聞き続けたという。また、アショーカは自身の残した碑文の中で、いつ如何なる時でも上奏と裁可を絶やさない事を宣言している。
マウリヤ朝の初期の王達は狩猟を頻繁に行った。特に2，3人の女性を伴って狩猟に向かったが、移動の際には王が通る道は縄で区切られ、その中に侵入した者は死刑となった。狩猟の際には王は囲いの中で台座から獲物に矢を放つが、囲いの無い場所で狩猟をする際には象の上から矢を放ったという。チャンドラグプタ時代の宮廷の様子を記したメガステネスの記録は、その物々しさを伝えている。
当時、王が狩猟を行うことの是非について論争があり、狩猟をすべきだという主張が採用された。この論争の際、カウティリヤは王の心身の鍛錬に有効であるとして狩猟を大いに奨励し、チャンドラグプタからアショーカの時代まで王が各地に巡幸して狩猟を行うことが慣習化されていた。狩猟の習慣はアショーカの治世10年に廃止され、代わりにダルマに基づいた政治を各地に伝え、それが実際に行われているかどうかを見て回る「法の巡幸」が行われるようになった。

#### 後宮
多くの古代王朝と同じくマウリヤ朝の王達も複数の王妃を迎えるのが一般的であった。アショーカの文書の中には「諸々の皇子と他の王妃の諸王子」という文言が登場するものがあるが、これは前者がアショーカの息子達、後者がアショーカの異母兄弟を指すといわれ、両者の間には地位上の差があったことが推測される。しかし具体的な相違はよく分かっていない。
後宮が制度として存在したのは確実であり、メガステネスの記すところによれば女官が王を殺害しその息子と結婚して王妃に収まることがあったと記録されている。ただし彼がインドを訪れたのは初代王チャンドラグプタの治世なので、この説話はナンダ朝等マウリヤ朝以前の王朝、あるいは他国の話を受けたものか、当時王に脅威として恐れられていた事態を書いただけのものであるかもしれない。

### 統治機構
マウリヤ朝の政府組織は史料的制約によって全貌は今なお知られていない。主にアショーカ時代の勅令などからは「会議」（パリシャド Pariṣad）などの政府組織や、「大官」（マハーマートラ Mahāmātra）などの官職などが復元されうる。
上級官僚の地位は世襲され、身分集団となっていた。カウティリヤの『実利論』では、上級官僚は高貴な家柄の出身を求めつつ、能力に応じた役職につける必要性も論じている。

#### 「会議」
王の意思を実行するために高度な官僚制が整えられていたが、王の直下にあって最も重要な政府組織は会議（パリシャド）と呼ばれるものであった。王命は先ずこの会議に伝えられ、これに参加する責任者によって大官（マハーマートラ）など各官僚に伝達された。
王の命令を実行するに際しては先にこの会議において検討がなされ、再考を要すると判断された時には上奏官（プラティヴェーダカ Prativedaka）を介して王にそのことが伝えられた。会議内で意見の対立があった時にはやはり上奏官によって王に伝えられ決裁がなされた。
こういった会議の役割を推定する根拠の1つとして、アショーカ王碑文のうちに以下のようにある。

#### 「大官」
会議によって指揮される大官（マハーマートラ）は、役人の中でも最高位に属した人々であった。全貌は不明ながらアショーカの詔勅碑文によって少なくても以下に示す4つの役職が大官と呼ばれる地位にあったことが知られている。
- 都市執政官 （ナガラ・ヴィヤーヴァハーリカ Nagara vyāvahārika）
- 法大官 （ダルマ・マハーマートラ Dharma mahāmātra）
- 辺境大官 （アンタ・マハーマートラ Anta mahāmātra）
- 婦人管理官 （ストリャディヤクシャ・マハーマートラ Stryadhyakṣa mahāmātra）

都市執政官はマウリヤ朝支配下の各大都市に置かれ、一般に都市の行政・司法を司っていた。また1地方の長官としての性格も持ち、各地の総督である王族の管理下に置かれていた。アショーカはこれら都市執政官に対し5年毎に管理下の諸地方を視察して回るように指示を出している。
法大官はアショーカの治世13年目（紀元前255年頃）に新設された役職である。この役職は民衆や地方の領主に対し法（ダルマ）を流布すると共に、仏教教団に対する布施や慈善事業（この2つは不可分の存在であった）を担当した。
辺境大官は主に国境地帯に派遣され辺境民を統括する役割を負った。この役職は中央の大官とは区別されていたと考えられる。
大官という役職はこの時代のインドに特徴的な役職であり、マウリヤ朝やサータヴァーハナ朝で用いられたが、その後は姿を消した。

#### その他の役人
国家が統制する事業には様々な役人が関与していた。そうした役人の中で重要視されたと考えられている役職として軍用の家畜を司る役人がいた。大官の下には財務官（ユクタ）、行政官（プルシャ）、上奏官（プラティヴェーダカ）、書記官（リピカラ）などの役人がいた。メガステネスの記録によれば、行政は都市行政、地方行政、軍隊の3部門に分かれていた。
カウティリヤの『実利論』には馬政長官と象政長官の役割が詳細に述べられている。これらはその名の通り馬や象の飼育を担当していた。馬と象が軍事に直結することから国家の管理下に置かれていたことは確実であり、特に象の飼育はマウリヤ朝時代には王の独占事業であった。当時マウリヤ朝が膨大な数の戦象を有していたことはギリシア人の記録に詳しい。インド産の象はセレウコス朝を介して地中海方面でも軍事運用された。
アショーカ王の詔勅には飼象林（ナーガヴァナ nāgavana）に言及するものがあり、実利論に述べられたものと同種の官職が存在したことが類推される。
こうした官吏の任用がどのように行われたのか、即ちインドに存在するカースト制との関係がどのようなものであったのかについては議論がある。カウティリヤの『実利論』では能力主義的とも言える人材任用が説かれてはいるが、これがそのまま実践されたとは考えられていない。メガステネスの記録には「戦士」・「高級役人」・「監督官」などの「カースト」が記録されており、少なくても出自が官吏任用に影響しなかったとは考えられない。最近の学説においてもカーストは人材登用において大きな比重を占めたという説が有力である。

### 地方統治
マウリヤ朝は一般に中央集権的な政治体制を希求したといわれており、実際に王の権限が非常に強い王朝であったが、当時一体性を持った国家としての認識はなされていなかったと考えられる。アショーカの残した碑文などから、当時の認識が「マウリヤ帝国と言う1つの巨大な国家を支配するアショーカ」ではなく、「マガダ国の王であるアショーカが他国をも支配している」というものであったことが知られる。このことはアショーカを初めマウリヤ朝の王達が単に「マガダのラージャ rajan magadha」としか称しておらず、全体を総称するような名前が無かったことに現れている。
アショーカの詔勅などからマウリヤ朝の領土はいくつもの属州に分けられていたことが分かり、本国たるマガダ国の他に少なくても4つの属州があったことが知られている。これらの属州には王族の男性が総督として派遣された。当時マウリヤ朝の地方の領主の中にも王（rajan）を称するものは幾人もいたことが知られているが、彼らはアショーカの治世末期よりマウリヤ朝が弱体化するとただちに分離の動きを起こしている。
アショーカの詔勅の中には「これが全ての場所に適合するものではない。なぜならば我が領土は広いからである。」と言う文言があるものがある。これに見られるように場所によって異なる詔勅、法律が発せられ全領土に画一的な統治体制が敷かれるようなことはなかった。道路網の整備など地方支配のためのインフラ整備は熱心に行われていたが中央集権という点においては最盛期のアショーカの時代にあっても完成には程遠かったと考えられる。
このため地方統治にあたって重要視されたのがスパイ網であった。ギリシア人達の記録によれば「エピスコポイ、エフィオロイ」と言う監督官が各地で不穏な動きを監視していたという。『実利論』でもスパイは極めて重要視されているが、ギリシア人の記録からスパイ網の整備が実際に高度に発展していたことが理解される。

## 交通・通信
マウリヤ朝は国内のインフラ整備に著しい努力を払った。当時水運はもちろん重要なものであったが、カウティリヤの献策もあって陸上交通網の整備が推し進められた。ギリシア人の記録によれば初代チャンドラグプタの時代には「ホドス・バシリケ」（Hodos basilike）と称される街道が整えられ、駅亭が多数設けられ、一定区間ごとに距離と分岐路の情報を記した柱が立てられたという。この名はアケメネス朝のそれをギリシア人が連想して付けた名であるかもしれない。アショーカ時代には道にそって並木を植え、一定区間ごとに給水所と休憩所を設けたことを自身の碑文で謳っている。また彼の記録によって、彼以前も交通網の整備を1つの義務として熱心に推し進めていたことが知られる。

## 経済

### 農業
インドの農業生産性の高さは多くの識者によって指摘されるところであり、当時の記録にもその豊かさが随所に著されている。こういった農業生産性を実現したマウリヤ朝時代の農業政策として大規模な灌漑事業が挙げられる。インドにおける大規模灌漑事業の多くはマウリヤ朝時代に端を発する。当時貯水池と運河の建設が非常に重要視され、専門の官僚が置かれていた。
これによって農業生産性は向上したと考えられるが、他の点について前の時代の農業と特に変化した点は認められていない。農産物に対しては収穫の数分の1を租税として徴収していたと考えられ、恐らくは最も基本的な税源でもあった。また国家によって整備された灌漑施設によって供給される水には使用料金がかけられていた。
しかし農業生産性は向上したものの、農民生活はさほど豊かではなかったらしい。当時の浮き彫りなどからは農民のみすぼらしさが読み取れ、恐らくそれまでの時代と比較してその生活が向上するようなことはなかった。

### 貨幣
農業生産に支えられて都市が繁栄し、貨幣の発行量も増加した。高額貨幣には打刻印銀貨が発行された。役人の給与は貨幣額で表現され、刑罰の多くは罰金刑だった。『実利論』には、王族から下級役人にいたるまでの給与の一覧があり、皇太子、王母、王付司祭官、軍司令官、顧問官などが最高額で年間48000パナ、最低額は年間60パナだった。

### 商工業・流通
商工業への統制と課税が強化された。『実利論』では秤、枡、物差の検査や、商売の場所、価格、利潤を定めることを論じている。メガステネスの記録によれば、都市行政の第4委員会は度量衡の管理、商品の価格の監視、商品の種類の監視を行った。第6委員会は売上から税を徴収し、売上を偽った者は死刑とされた。
軍事・徴税などの利便を図るために領内各地に「倉庫」が設けられた。このことは倉庫の位置を示す銅版が出土したことによって知られ「緊急のために」造られたという。税として集められた米はまずこの倉庫に納められ、専門の役人がその量を測った。
遠距離交易や対外貿易は十六大国の時代から増加しており、マウリヤ朝では地域統一や交通網の整備によってさらに盛んになった。貿易を含めた商品のやり取りは確かに活発であり、遠くオリエントまでインド商人の活動範囲は広がっており、仏教教団は各地の富豪と深く結びついていた。武器を作る職人や船大工は免税特権を持ち、国家からの俸給を受けていたと記録されている。

## 社会
ヴァルナにもとづく世襲が維持されていた。メガステネスは7つの集団を記録しており、カースト固有の職業につき、結婚もカースト内で行うとした。第1は哲学者でバラモンと出家修行者を指す。第2は耕作者で人口が最も多い。その他に第3は牧人と猟人、第4は職人と商人、第5は戦士、第6は監視官、第7は顧問官と協議官となる。
その他に、ダーサと呼ばれる売買や相続の対象になる人間がおり、大半は家内奴隷だった。不可触民チャンダーラはシュードラ以下として差別されていた人々の中でも最下位とされた。ダーサやチャンダーラについては、メガステネスは記述していない。

## 軍事
ギリシア人プリニウスの記録によればパータリプトラの王は歩兵60万・騎兵3万・戦象9千を保有したとされ、別の記録ではチャンドラグプタは40万の兵員を擁したという。同じ時代の記録にカリンガ王の兵員が歩兵6万・騎兵1千・戦象7百、アーンドラ王の兵員が歩兵10万・騎兵2千・象1千とあることを考えればマウリヤ朝の軍事規模が際立って大きかったことは理解できる。
仏典などによれば当時インド地方の兵科は象兵・戦車・歩兵の3軍、そしてナンダ朝時代には騎兵が加わって4軍とするのを基本としたという。マウリヤ朝の軍制もこれに沿ったものであると考えられる。特に象兵は重要視され、『実利論』では戦闘の勝利は主に象によってもたらされるとされた。
こういった軍の兵員は主に傭兵的な集団によって供給され、その俸給は国庫から支給された。ギリシア人の記録にはこうした「戦士」は1つのカーストを形成したとあるが、実際には軍には様々な出自の兵が参加していた。『実利論』によれば兵士達はカースト毎に編成され、バラモン軍・クシャトリヤ軍・ヴァイシャ軍・シュードラ軍（それぞれ4つのカーストの名）があったとあり、仏典にも類似した記録がある。ギリシア人の記録から、専門的な傭兵集団がいたことが推測されるが、彼らのみによって軍が形成されていたということは無いようである。

## 宗教
マウリヤ朝は何と言っても仏教との関わりによって特筆される。アショーカが熱心に仏教を信奉したのは広く知られる所である。彼の勅令に当時主要な宗教集団として仏教・バラモン教・アージーヴィカ教・ジャイナ教が上げられている。
当時宗教者の中でも最も重要視されたのはバラモン（婆羅門）と沙門（しゃもん、Śramaṇa シュラマナ）であった。インドにおいてバラモン層の補佐役が常に国王の補佐官となっていたことは『実利論』や仏典の記録にもあり、また国家行事としての祭祀を執り行う立場でもあった。
バラモンと並び称される沙門とは、一般にヴェーダ聖典の権威を認めない宗教者を指した語であり、バラモン教以外の宗教権威者の総称であった。当時仏教やジャイナ教の修行者は沙門とよばれた。両者はギリシア人にはバラモン（ブラクマナス）と沙門（サルマナス）はともに哲人という階級として記録され、最も数は少ないが最も地位が高く、最大の尊敬を得ており、肉体を持って働く必要は無く、他人を支配することなく、他人に支配されることもない、とある。
しかしマウリヤ朝時代、宗教者への統制は非常に強力であったと考えられ、彼らは免税などの特典や布施としての土地を与えられることは確かにあったが、ギリシア人らの記録にあるほど超然とした存在であったとは考えられない。
マウリヤ朝の王の多くはアショーカをはじめとしダシャラタなども様々な教団に対する寄進を記録させており、教団に対する国家からの物質的・法律的保護が極めて大きかったが、当時「殺してはならない者」とされていたバラモンでさえ頻繁に死刑の対象となっており、教義にも王権による介入がしばしば行われた。

## 歴代君主
- チャンドラグプタ
- ビンドゥサーラ
- アショーカ
- クナーラ
- バンドゥパーリタ
- ダショーナ
- ダシャラタ
- サムプラティ
- シャーリシューカ
- デーヴァヴァルマン
- シャタダンヴァン
- ブリハドラタ

クナーラ以降の王統の再建には諸説あり、また王朝は分裂して同時期に複数の王がいたと考えられる。従って表の通りに上から下へ順に王位が継承されたわけではない。